# Commerce Place
Le Commerce Place est un gratte-ciel de 138 mètres de hauteur construit à Baltimore dans le Maryland aux États-Unis en 1992 dans un style post-moderne.
En 2024 c'était le cinquième plus haut gratte-ciel de Baltimore .
L'immeuble a été conçu par l'agence d'architecture RTKL.